# Église Saint-Laurent de Haut-Ittre
L'église Saint-Laurent est une église d'origine romane située en Belgique à Haut-Ittre, section de la commune d'Ittre dans la province du Brabant wallon.

## Localisation
L'église Saint-Laurent se trouve à l'extrémité orientale de la commune d'Ittre, dans le hameau dit Haut-Ittre.
Édifiée sur une butte face à la rue de l'Église et entourée par la ruelle « Le Sarty », elle domine un paysage resté très rural.

## Historique
L'église Saint-Laurent de Haut-Ittre a été construite en style roman au XIe siècle.
L'édifice actuel présente cependant un mélange des styles roman et gothique à la suite de modifications apportées entre le XIIIe et le  XVIIe siècle.
L'église Saint-Laurent fait l'objet d'un classement au titre des monuments historiques depuis le 3 janvier 1978 et a été rénovée vers 2008.

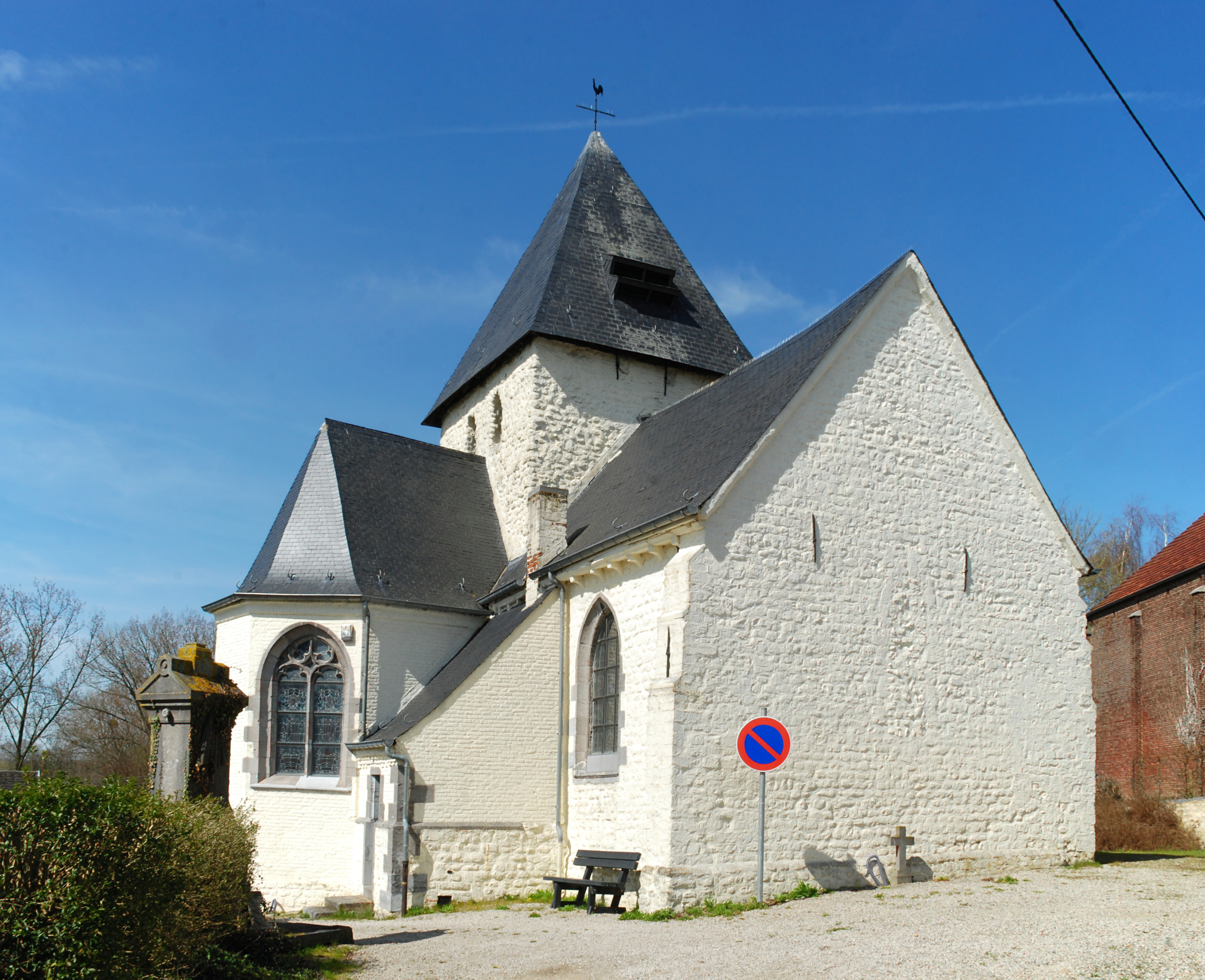
Le chevet.
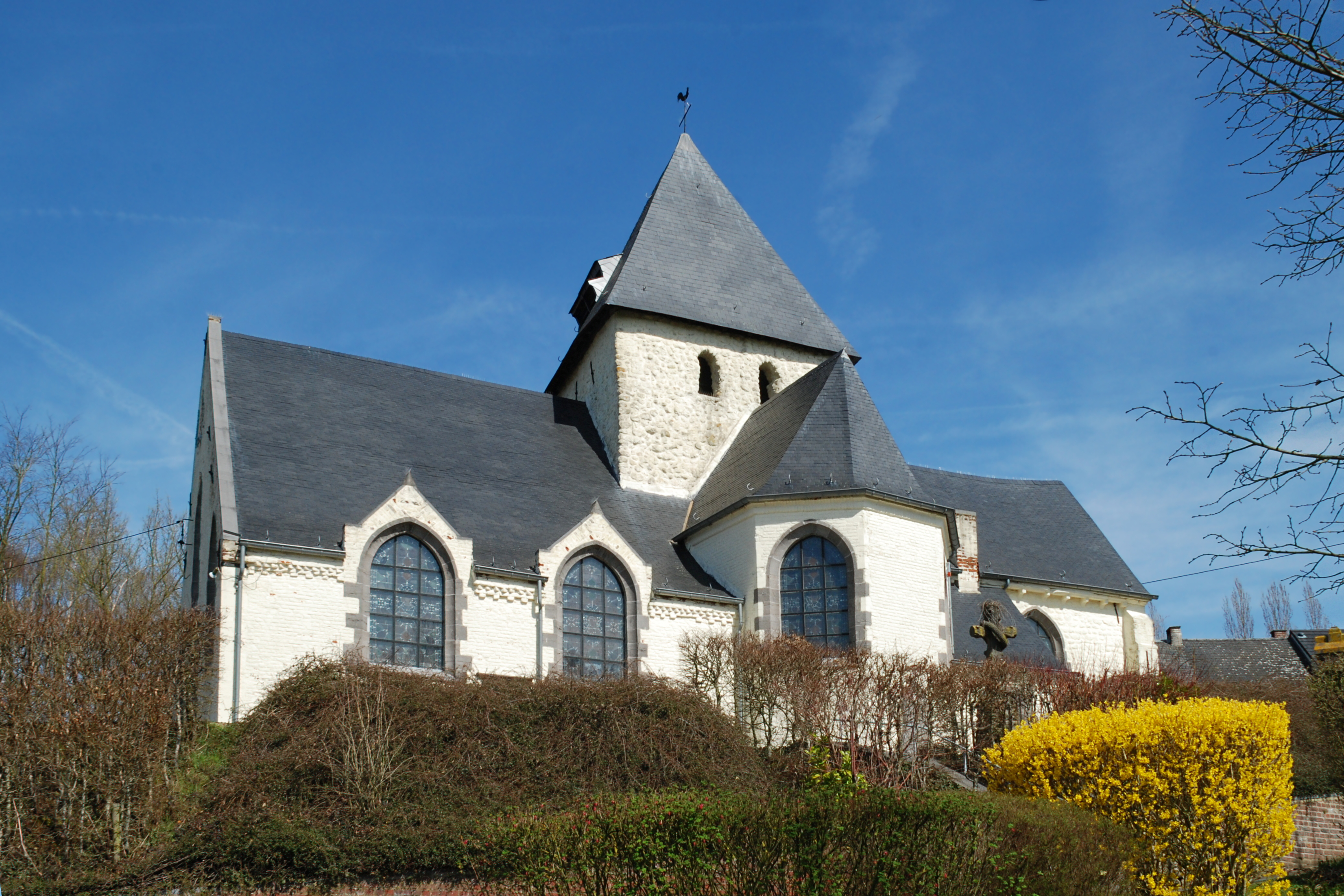
La façade sud.

## Architecture
De petites dimensions, l'église présente un plan nettement cruciforme dominé par la tour surmontant la croisée du transept.
Elle est édifiée en  briques sur un soubassement de moellon à l'exception de la tour, édifiée entièrement en moellon. L'utilisation de la pierre de taille (pierre bleue) se limite au portail et à l'encadrement des fenêtres.
Elle est entièrement peinte en blanc, à l'exception bien entendu des ornements en pierre bleue.
De l'époque romane, elle conserve sa tour en grès, son abside, sa nef centrale et sa charpente.
Le reste (à l'exception du portail occidental de style classique) est de style gothique : la façade occidentale, les façades latérales, le transept et le chœur présentent des fenêtres de style gothique à encadrement de pierre bleue.
La façade méridionale est ornée sous la corniche d'une frise de dents d'engrenage.
Une petite sacristie d'époque tardive, accolée au bras méridional du transept, présente de très discrètes marques de tâcheron.

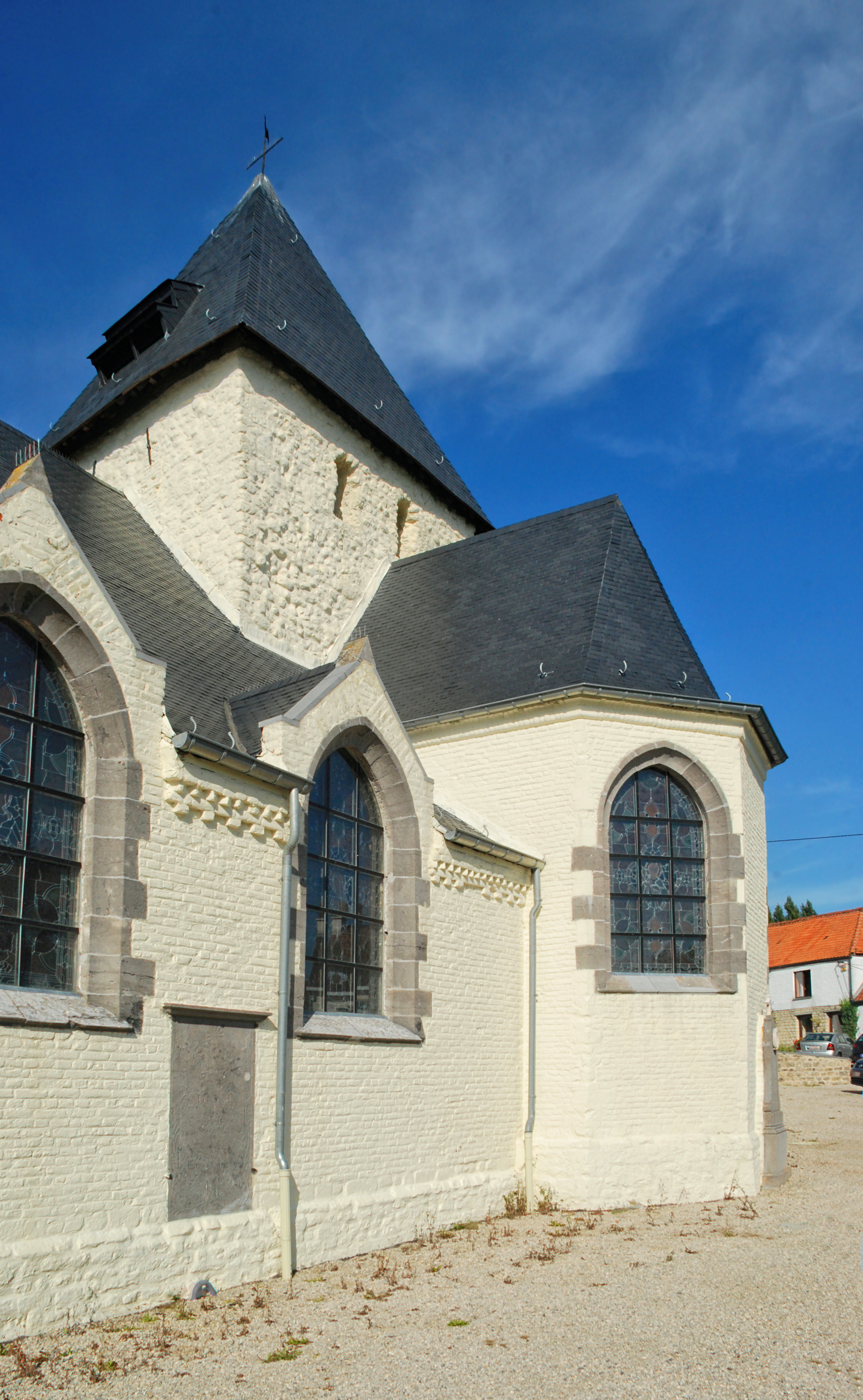
La façade méridionale.
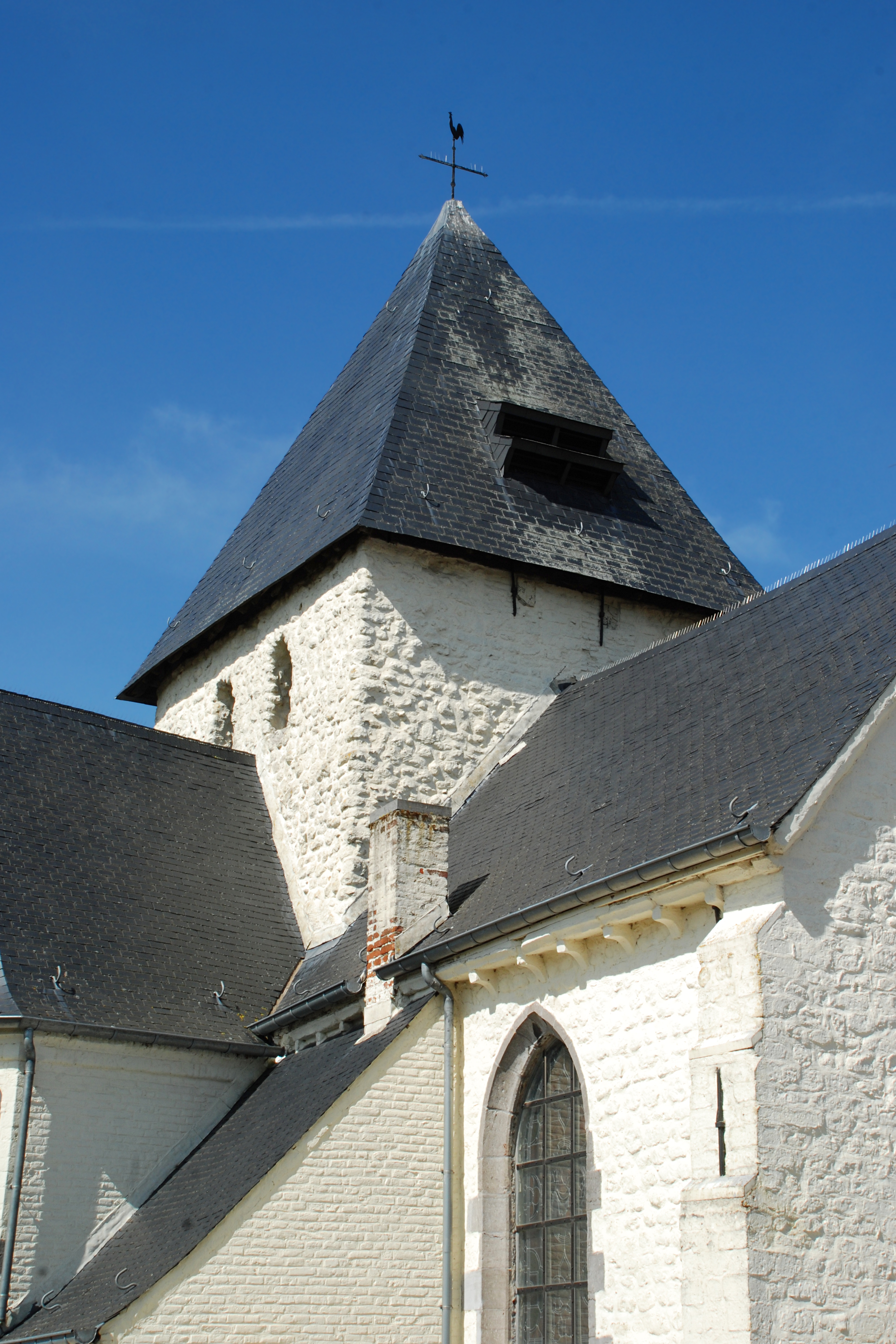
Le clocher.
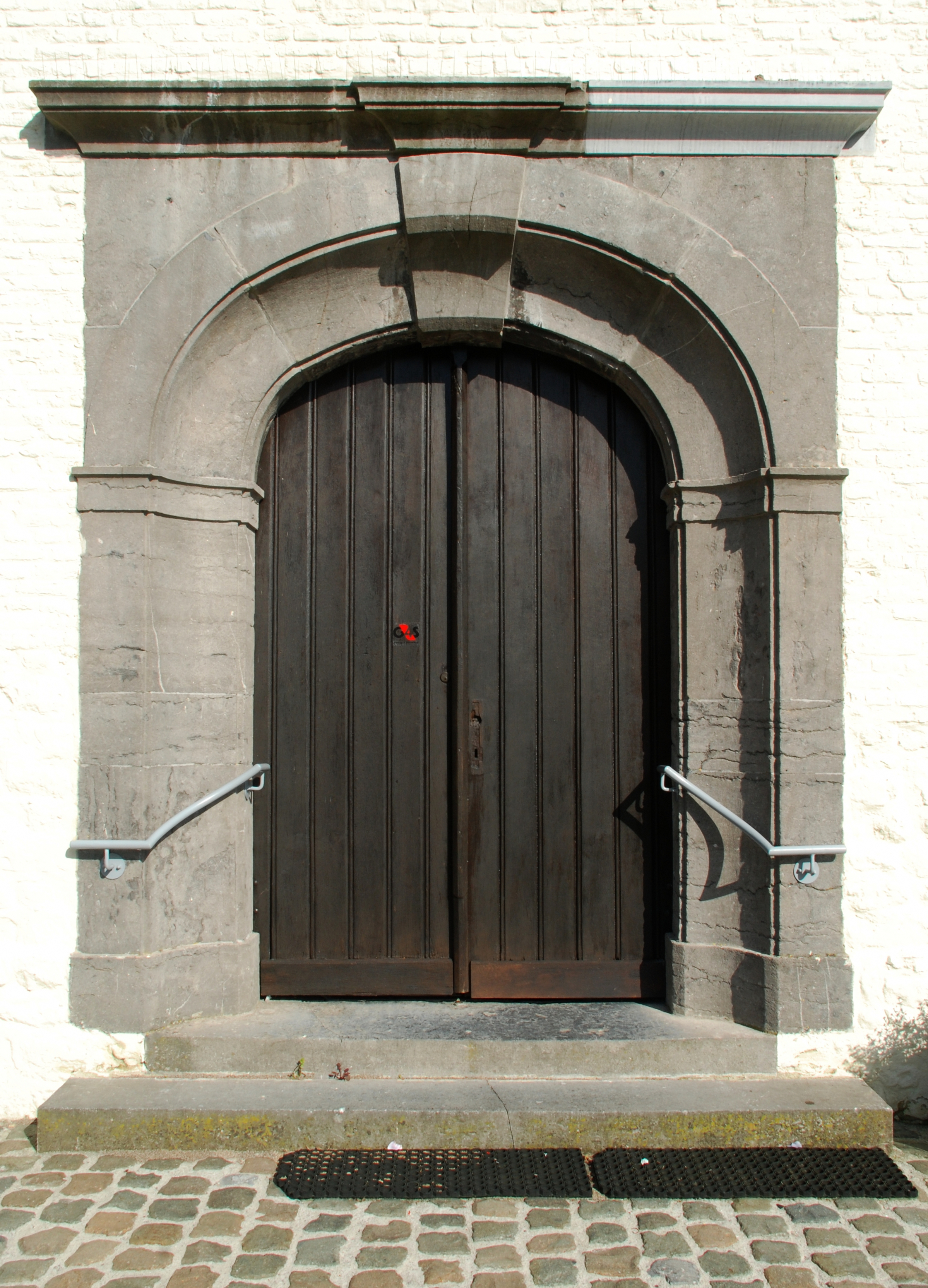
Le portail de style classique.
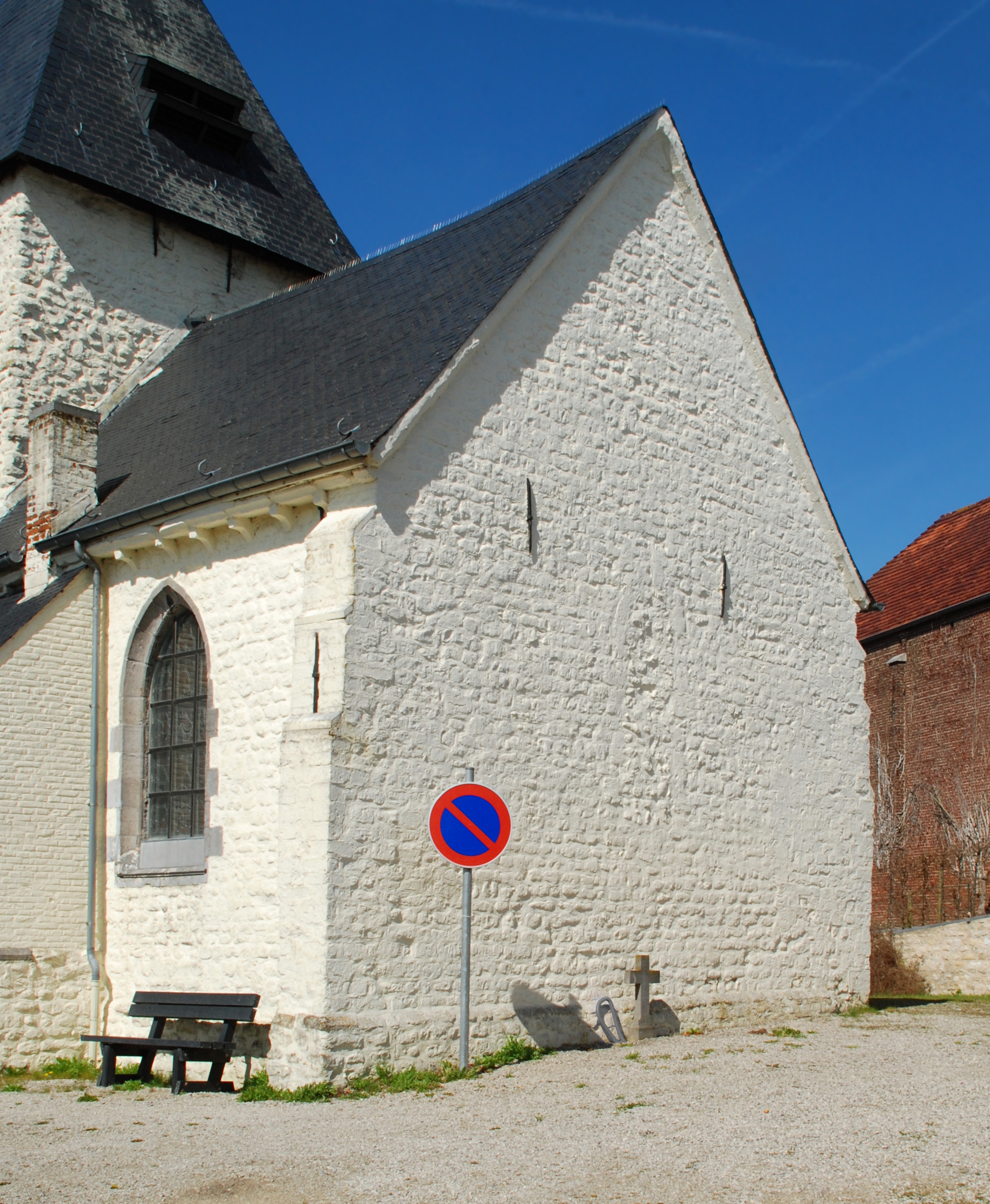
Le chevet.